# Казаков, Михаил Евдокимович
Михаил Евдокимович Казаков — советский хозяйственный, государственный и политический деятель.

## Биография
Родился в 1919 году близ Кинель-Черкасс. Член КПСС.
С 1938 года — на хозяйственной, общественной и политической работе. В 1938—1986 гг. — колхозник, агроном, управляющий учебным хозяйством, председатель колхозов, председатель колхоза имени Ленина Кинель-Черкасского района Куйбышевской области.
Избирался депутатом Верховного Совета СССР 7-го созыва.
Умер в Кинель-Черкассах в 1989 году.
Почетный гражданин Кинель-Черкасского района (2004, посмертно).